# 김성범 (배우)
김성범(1978년 7월 29일 ~ )은 대한민국의 배우이다.

## 학력
- 서울예술대학 연극과

## 출연작

### 드라마
- 《별순검 시즌1》 (2007년, MBC드라마넷)
- 《바람의 화원》 (2008년, SBS)
- 《오 나의 귀신님》 (2015년, tvN) - 한진구 역
- 《돌아와요 아저씨》 (2016년, SBS)
- 《미세스 캅 2》 (2016년, SBS)
- 《쓸쓸하고 찬란하神 - 도깨비》 (2016년, tvN)
- 《힘쎈여자 도봉순》 (2017년, JTBC) - 안동하 역
- 《쌈 마이웨이》 (2017년, KBS2) - 이병주 역
- 《어비스》 (2019년, tvN) - 최 형사 역
- 《간택 - 여인들의 전쟁》 (2020년, TV조선) - 기칠 역
- 《대박부동산》 (2021년, KBS2) - 강한석 역
- 《갯마을 차차차》 (2021년, tvN) - 반용훈 역
- 《이상한 변호사 우영우》 (2022년, ENA) - 현우 역

### 영화
- 《GP506》 (2008년) - 과거대원 - 최 일병 역
- 《죽이고 싶은》 (2010년) - 의사 1 역
- 《혈투》 (2011년) - 두수 아들 1 역
- 《마이웨이》 (2011년) - 조선징집병사 역
- 《짓》 (2013년) - 김 실장 역
- 《배우는 배우다》 (2014년) - 스타필실장 역
- 《피끓는 청춘》 (2014년) - 창수 역
- 《더 폰》 (2015년) - 콜떼기 사장 역
- 《세상끝의 사랑》 (2015년) - 송도영 역
- 《눈발》 (2017년) - 형사 2 역
- 《너의 결혼식》 (2018년) - 신사복 매장 점원 역

### 방송
- 《개그야》
- 《코미디쇼 웃으면 복이 와요》